# Sint-Franciscuskerk (Zwillbrock)

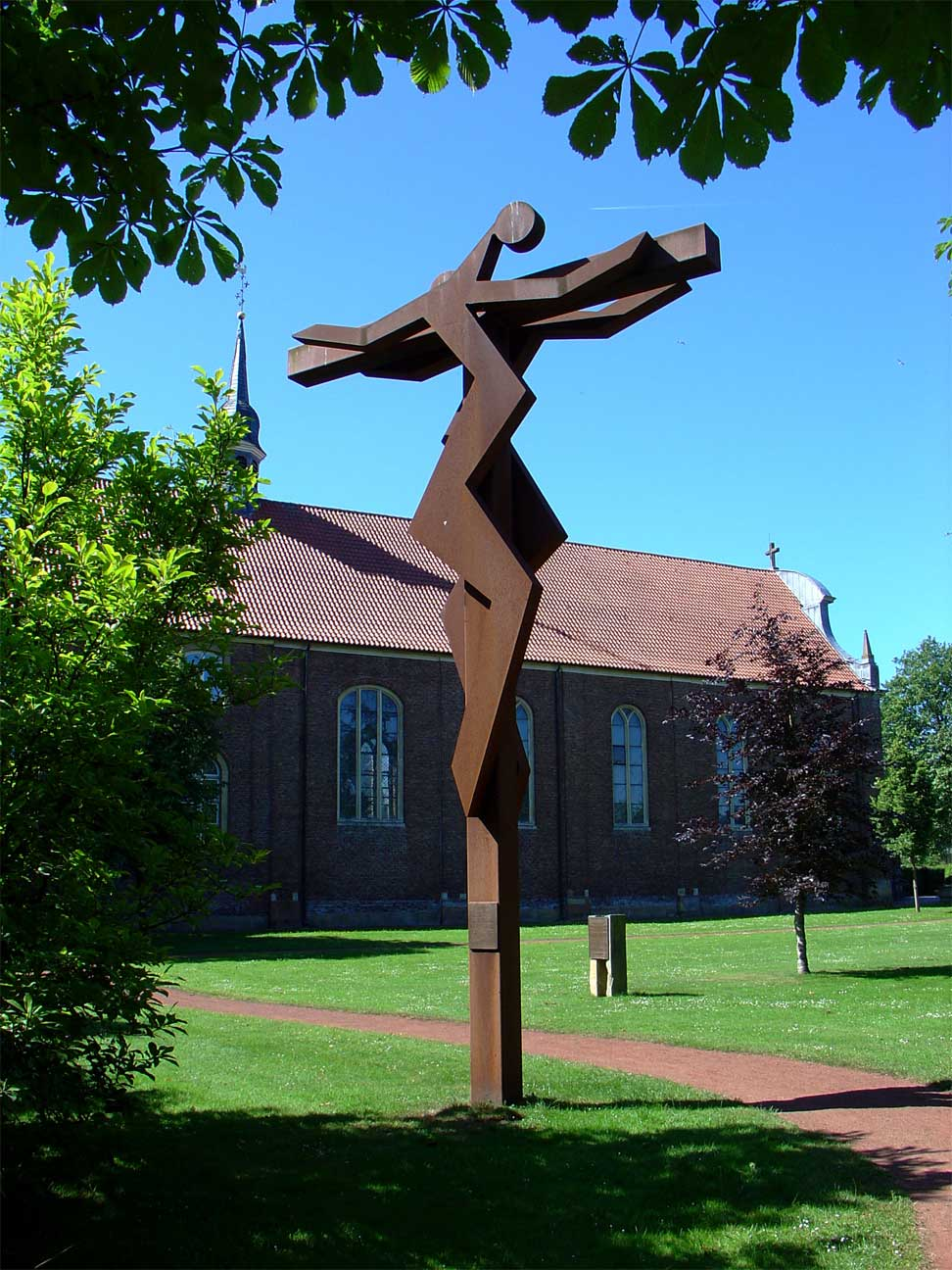
Sint-Franciscuskerk met het Doppel Korpus Kreuz door Adolf Erning

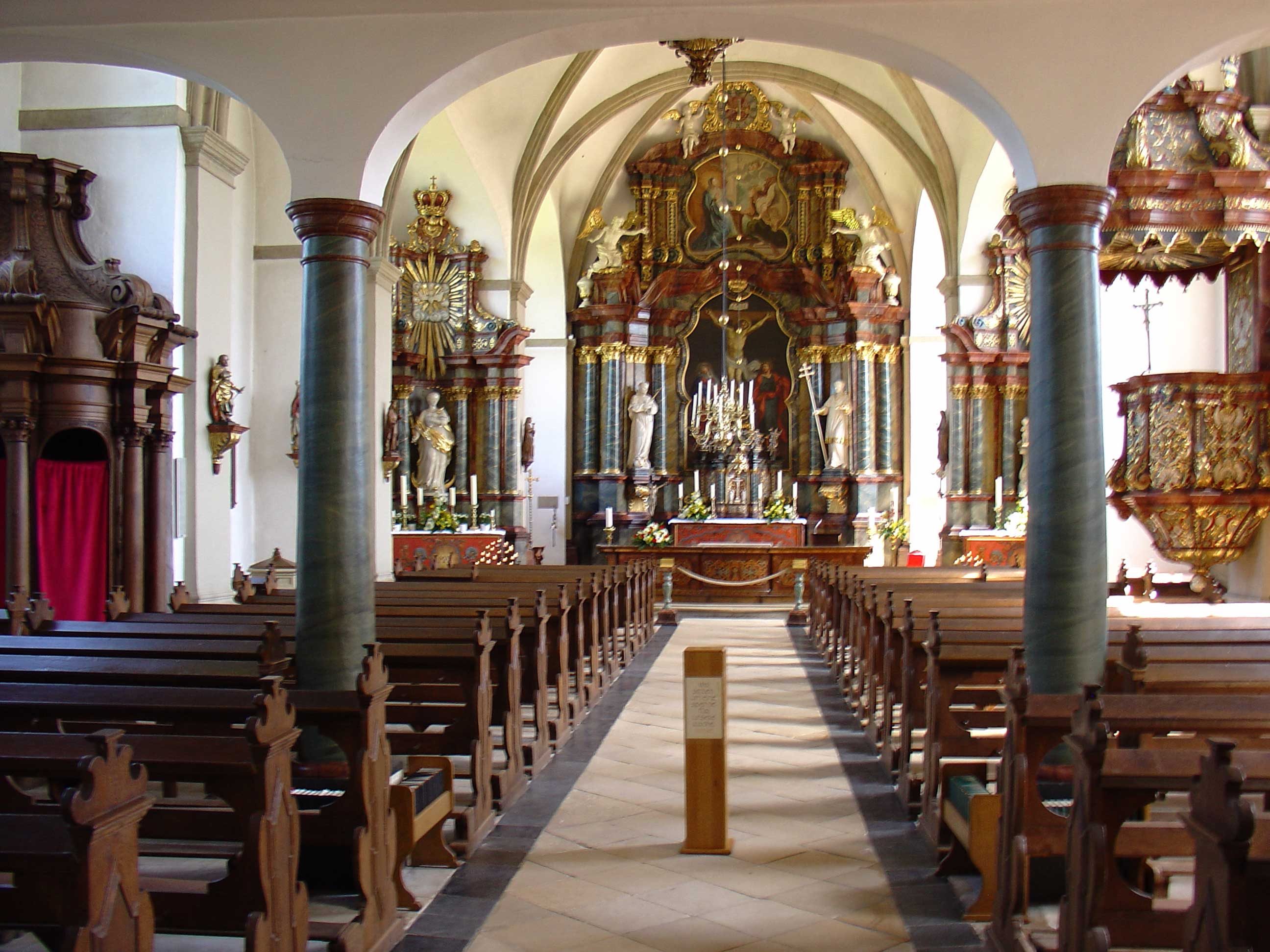
Interieur van de Sint-Franciscuskerk van Zwillbrock

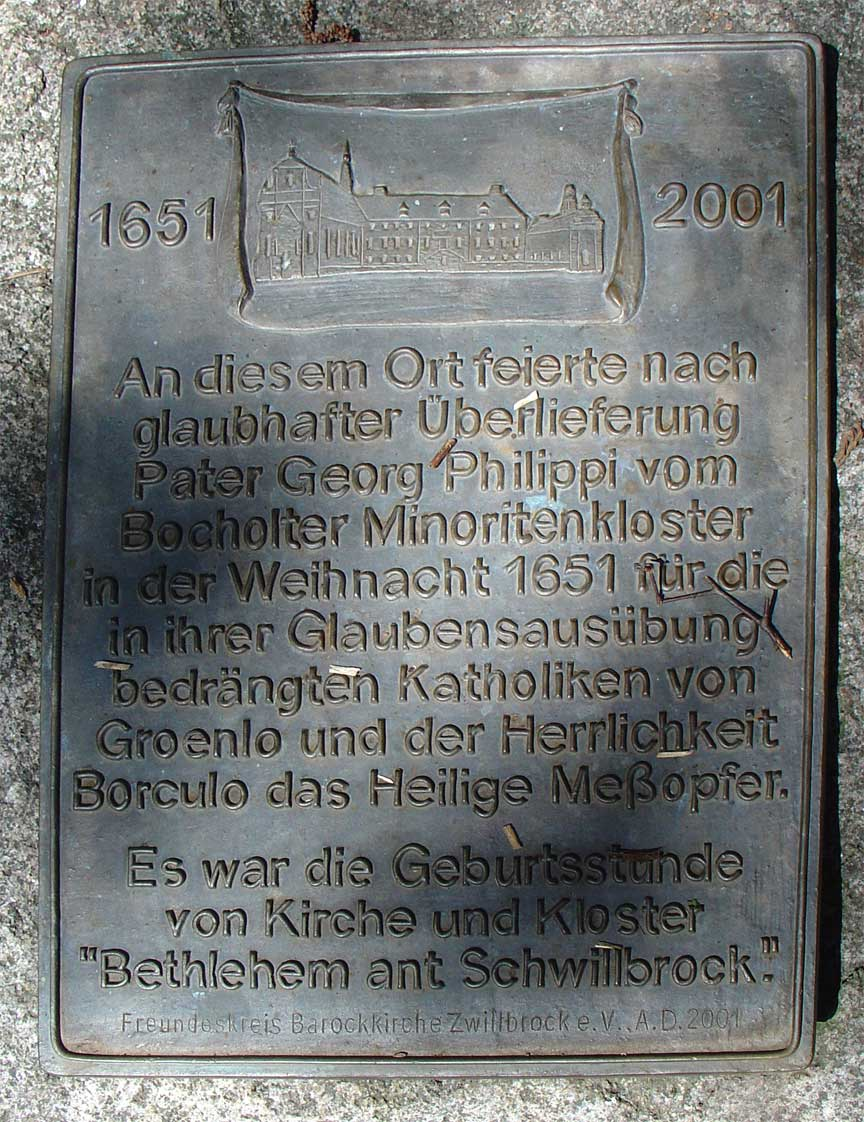
Gedenksteen als herinnering aan de eerste mis die op deze plek in 1651 werd gevierd

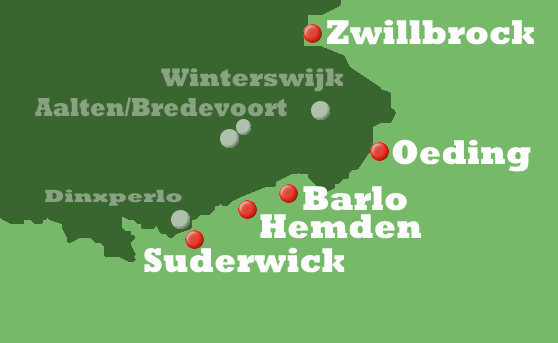
Tijdens de reformatie werden diverse missieposten langs de Nederlands-Duitse grens opgericht

De Sint-Franciscuskerk in de Duitse plaats Zwillbrock is een barokke rooms-katholieke kerk, gebouwd in de eerste helft van de 18e eeuw als onderdeel van het Minorietenklooster aldaar.

## Geschiedenis
In 1651 werd tijdens de kerst in de omgeving van Zwillbrock een mis in de open lucht opgedragen door de franciscaner pater Georg Philippi uit het klooster van de Minorieten te Bocholt. De mis was met name bedoeld voor de Nederlandse katholieken in Groenlo en de Heerlijkheid Borculo, die na de Vrede van Münster hun geloof aldaar niet meer mochten uitoefenen. Deze mis, waarvoor grote belangstelling bestond, wordt beschouwd als de eerste aanzet tot de stichting van het klooster Bethlehem ant Schwillbrock met bijbehorende kerk door de Franciscanen in Zwillbrock. De in 1652 gebouwde en in datzelfde jaar uitgebreide kapel, gebouwd van plaggen, werd in 1656 vervangen door een stenen kapel. De huidige barokke kerk werd gebouwd in de periode 1717-1720 en werd in 1748 gewijd aan Franciscus van Assisi. Deze kerk verving de eerder gebouwde kapel.
Vanwege de grote toeloop van rooms-katholieke gelovigen uit het naburige Nederland werden ook elders langs de grens met Nederland kerken en kapellen gebouwd. De minorieten uit Zwillbrock stichtten als missiepost onder meer in 1657 een kapel in het nabijgelegen Oldenkotte.
In Zwillbrock herinnert de Kloppendiek naar Groenlo nog aan de tijd, dat rooms-katholieke vrouwen uit de omgeving van Groenlo langs deze weg naar kerk en klooster van Zwillbrock liepen.
In 1811, tijdens de Franse overheersing, werd het klooster opgeheven en rond 1820 afgebroken. De kerk bleef bestaan en is ook tijdens de Tweede Wereldoorlog ongeschonden gebleven. In de jaren 1958 tot en met 1961 werd de kerk grondig gerestaureerd. De kerk is daardoor in Münsterland de best bewaarde barokke kerk.
De kerk is thans onderdeel van Sint Georgparochie van Vreden.

## Interieur
Het interieur van de kerk staat door de barokke inrichting in schril contrast met de sobere reformatorische kerken aan de Nederlandse zijde van de grens. Het orgel werd tussen 1723 en 1748 vervaardigd. Na de restauratie van de kerk werd ook het orgel in de periode 1962 tot en met 1965 door Paul Ott in samenwerking met Rudolf Reuter ingrijpend gerenoveerd.

## Moderne kunst
Naast de kerk staat het Doppel Korpus Kreuz van de in Vreden woonachtige beeldhouwer Adolf Erning.